# Exalloniscus caudatus
Exalloniscus caudatus là một loài chân đều trong họ Oniscidae. Loài này được Taiti & Ferrara miêu tả khoa học năm 1988.